# Muriel de la Fuente
Muriel de la Fuente – gmina w Hiszpanii, w prowincji Soria, w Kastylii i León, o powierzchni 3,66 km². W 2011 roku gmina liczyła 74 mieszkańców.